# Штрафные батальоны (песня)
Всего лишь час дают на артобстрел —

Всего лишь час пехоте передышки,

Всего лишь час до самых главных дел:

Кому — до ордена, ну а кому — до «вышки».

За этот час не пишем ни строки —

Молись богам войны артиллеристам!

Ведь мы ж не просто так — мы штрафники, — 

Нам не писать: «…считайте коммунистом».
«Штрафные батальоны» — песня Владимира Высоцкого, рассказывающая об участии штрафных батальонов в Великой Отечественной войне. Одна из ранних «военных» песен поэта; написана предположительно в конце 1963 — начале 1964 года. Иногда упоминается по первой строфе: «Всего лишь час дают на артобстрел…» По данным исследователей, возможное влияние на содержание произведения оказали написанные ранее песня «Цыган-Маша» Михаила Анчарова и «Баллада о штрафном батальоне» Евгения Евтушенко. «Штрафные батальоны» ознаменовали переход к новому этапу в поэтическом творчестве Высоцкого, когда на смену изначальному блатному циклу пришли песни с обширным тематическим и ролевым диапазоном. Две строфы песни прозвучали в фильме Виктора Турова «Я родом из детства». В СССР текст «Штрафных батальонов» был впервые опубликован в 1988 году (сборник «Я, конечно, вернусь…», составитель Наталья Крымова).

## История песни
Песня «Штрафные батальоны» была написана в конце 1963 — начале 1964 года. Этот год стал важной вехой в творческой биографии Высоцкого — он был принят в Театр на Таганке. По мнению литературоведа Анатолия Кулагина, театр оказал значительное влияние на песенно-поэтическое творчество Высоцкого. Если его ранние песни в основном были связаны с блатной этикой, то с 1964 года стали расширяться и тематика произведений, и «ролевой диапазон». В этот период новую для себя — военную — тему Высоцкий соединил с изначальной уголовной. Так появились «Штрафные батальоны» и «Все ушли на фронт» — песни, в которых автор рассматривал судьбу тех, кто во время войны оказался «за колючей проволокой» и считался врагом на своей родине.
По сведениям друга Высоцкого художника Владимира Акимова, а также актёра Всеволода Абдулова, песню «Штрафные батальоны» поэт «привёз из Риги»: «Написал её в полуторке, на коробке из-под папирос „Беломор“». Эту информацию не подтвердила вторая жена поэта Людмила Абрамова. По её свидетельству, песня была написана в Москве и впервые исполнена на квартире у Акимова.
Высоцкий рассчитывал, что «Штрафные батальоны» будут использованы в художественном фильме «Я родом из детства», где он сыграл роль танкиста Володи. Однако тема, заявленная в песне, была по тем временам слишком острой и почти «крамольной». В фильм вошли лишь две строфы из «Штрафных батальонов», они звучат в исполнении инвалида на рынке. Через несколько лет, в 1970 году, была запланирована телепередача с участием дяди Высоцкого Алексея Владимировича Высоцкого. Для передачи текст песни был записан с изменениями: в строке «Гуляй, рванина, от рубля и выше!» вместо слова «рванина» использовалось «приятель», а строка «Нам не писать: „…считайте коммунистом“» превратилась в «И после боя мы напишем близким». Несмотря на включение песни в сценарий, в эфир телепередача не вышла.

## Содержание
Героями песни «Штрафные батальоны» являются солдаты, отправленные на фронт в штрафные части; это не только узники тюрем и ГУЛАГа, но и военнослужащие действующей армии, совершившие те или иные правонарушения и осуждённые военным трибуналом. Штрафники — это по сути смертники. Брошенные на самые сложные участки, они сознают, что для них бой должен окончиться или победой, или гибелью: «Вот шесть ноль-ноль — и вот сейчас обстрел, — / Ну, бог войны, давай без передышки! / Всего лишь час до самых главных дел: / Кому — до ордена, а большинству — „до вышки“». Используя в песне местоимение «мы» («Ведь мы ж не просто так — мы штрафники»), автор не только объединяет «отверженных, униженных и оскорблённых людей», но и встаёт с ними в один ряд (позже это множественное число появилось в таких его произведениях, как, например, «Мы вращаем Землю»). Тема участия штрафников в Великой Отечественной войне относилась в Советском Союзе к числу запретных, но Высоцкому, как заметил литературовед Владимир Новиков, «даже и думать некогда о том, насколько его песня крамольна», — поэт во время работы над произведением «эмоционально сжился» со своими героями.
Строчка «Молись богам войны артиллеристам!» имеет отсылку к выражению «Артиллерия — бог войны», включённому в речь Сталина в 1941 году. Песенная фраза «Нам не писать: „…считайте коммунистом“» связана с тем, что штрафники, в отличие от бойцов других подразделений, не имели права перед боем оставлять заявления с подобными просьбами. Песенный фрагмент «Поэтому мы не кричим „ура“ — / Со смертью мы играемся в молчанку» имеет непосредственное отношение к широко распространённому мнению: штрафники обычно не воодушевляли себя и других с помощью торжественных восклицаний — они шли в атаку молча (или, по уточнению высоцковеда Андрея Скобелева, «с матом»). Строка «Гуляй, рванина, от рубля и выше» служит напоминанием, что штрафники получали мизерное денежное содержание в сумме 8 рублей 50 копеек в месяц (при средней зарплате в стране — 600—700 рублей).

## Влияния
Исследователи, анализируя текст «Штрафных батальонов», указывают на связь этой песни с рядом произведений, появившихся в эпоху «оттепели». По предположению Анатолия Кулагина, расширение поэтической тематики могло быть связано с тем, что Высоцкий читал не только напечатанное в 1962 году в «Новом мире» произведение Александра Солженицына «Один день Ивана Денисовича», но и был знако́́м с неопубликованной прозой писателя. Влияние Солженицына на поэта не было прямым, но интерес к разрабатываемой писателем лагерной теме, возможно, способствовал появлению в песнях Высоцкого «политических» мотивов.
Более явное воздействие на произведения молодого Высоцкого оказал один из основателей жанра авторской песни — поэт Михаил Анчаров. Их весьма плотное общение в 1960-х годах во многом определило творческий почерк Высоцкого. Анчаров не только подсказал младшему товарищу сюжеты некоторых песен, но и открыл ему малоизвестную в ту пору «трагическую тему штрафников» — речь идёт, в частности, о написанной Михаилом Леонидовичем в 1959 году песне «Цыган-Маша», содержащей строки: «Штрафные батальоны / За всё платили штраф. / Штрафные батальоны, / Кто вам заплатит штраф?»
Литературовед Владимир Новиков отмечает, что своеобразным предтекстом «Штрафных батальонов» Высоцкого можно назвать и написанную годом ранее «Балладу о штрафном батальоне» Евгения Евтушенко, в которой также происходит «поэтическая реабилитация» заключённых, попавших в штрафные воинские подразделения: «И виноват ли я, не виноват, — / в атаку тело бросив окрылённо, / умру, солдат штрафного батальона, / за Родину, как гвардии солдат».

## Первые публикации
Песня вошла в состав сборника (Underground Soviet Ballads. Vladimir Visotski) — нелегально, без ведома поэта выпущенной в США в 1972 году пластинки, включавшей в себя в том числе ошибочно приписанные авторству Высоцкого произведения. На русском языке текст песни был впервые напечатан при жизни поэта, в третьей части сборника «Песни русских бардов» парижского издательства «YMCA-Press» (1977). В СССР «Штрафные батальоны» были впервые опубликованы в сборнике «Я, конечно, вернусь…» в 1988 году (составитель Наталья Крымова, издательство «Книга»). Песня была издана фирмой «Мелодия» в составе пластинок серии «На концертах В. Высоцкого»: «Большой Каретный» (февраль-март 1989; 7-й диск серии) в записи 1977 года.

## Комментарии
1. ↑  Осенью 1963 года песню датирует исследователь Сергей Жильцов[2]. Андрей Крылов, Алексей Петраков, Андрей Скобелев датируют песню и её первое исполнение 1964-м годом[1][3][4].
2. ↑  «Вышка» — жаргонное слово, произошедшее от названий расстрела в СССР: «высшая мера социальной защиты», позже «высшая мера наказания»[12].
3. ↑  Исследователи творчества Высоцкого Анатолий Кулагин, Андрей Крылов, Андрей Скобелев указывали при анализе песни, что попадавшие в штрафные подразделения члены партии автоматически выбывали из ВКП(б), и повторное вступление было возможно только в исключительных случаях и лишь после возвращения в регулярные войска[4][12].
4. ↑  Подобной версии придерживаются исследователи творчества Высоцкого Анатолий Кулагин, Андрей Крылов, Андрей Скобелев. В то же время письменные приказы на этот счёт неизвестны. Военный историк Александр Пыльцын, командовавший во время Великой Отечественной войны ротой в штрафбате 1-го Белорусского фронта, утверждает, что в его части кричали «ура!», как и в обычных воинских подразделениях[4][12][16].